# Leichhardt
Leichhardt är en stadsdel i Sydney i Australien. Den ligger i kommunen Inner West och delstaten New South Wales, i den sydöstra delen av landet, nära centrala Sydney. Antalet invånare var 14 625 vid folkräkningen 2016.
Stadsdelen är uppkallad efter den tyske äventyraren Ludwig Leichhardt och är känd för sitt italienska tema beträffande t.ex. kaféer och restauranger.